# Dąbki (Nowy Zagór)
Dąbki (dawna niem. nazwa Fritschendorf) – przysiółek wsi Nowy Zagór w Polsce, położony w województwie lubuskim, w powiecie krośnieńskim, w gminie Dąbie.
W latach 1975–1998 miejscowość administracyjnie należała do województwa zielonogórskiego.